# Athena Manoukian
Athena Manoukian (griechisch Αθηνά Μανουκιάν Athiná Manoukián; armenisch Աթենա Մանուկեան Atena Manukjan; * 22. Mai 1994 in Athen) ist eine griechische Sängerin armenischer Herkunft. Sie sollte Armenien beim Eurovision Song Contest 2020 mit dem Lied Chains on You vertreten. Der Wettbewerb musste am 18. März 2020 aufgrund der COVID-19-Pandemie abgesagt werden.

## Karriere
2007 nahm Manoukian bei der Talentshow This Is What’s Missing, einer internationalen TV-Produktion von Alpha Television Network Greece, teil und gewann den ersten Preis. Im darauffolgenden Jahr nahm sie am griechischen Vorentscheid für den Junior Eurovision Song Contest 2008 mit dem Lied To fili tis Aphroditis teil, womit sie den siebten Platz erreichte.
2011 veröffentlichte Manoukian ihre erste Single Party Like a Freak, die in Griechenland sehr erfolgreich wurde und bei den Video Music Awards zweifach nominiert war. Ein Jahr später folgte die zweite Single I Surrender, ein paar Monate später Na les pos m’agapas.
Mit der Veröffentlichung der Single XO 2014, die bei Warner/Chappell und Max Music Scandinavia veröffentlicht wurde, erzielte Athena Manoukian wiederum einen großen Erfolg. Bei den Armenian Pulse Awards gewann sie in der Kategorie Best Song in English. Auch beim European Song Contest in Armenien gewann sie mit insgesamt 122 Stimmen.
Manoukian arbeitet auch als Songwriter. So hat sie 2017 für das Lied Palia mou agapi, das von Helena Paparizou, der Gewinnerin des Eurovision Song Contests 2005, gesungen wurde, sowohl die Musik komponiert als auch den Text verfasst.
2018 nahm Manoukian an der 15. Staffel von X Factor UK teil.
Am 15. Februar 2020 gewann Athena Manoukian Depi Jewratessil 2020, den armenischen Vorentscheid für den Eurovision Song Contest. Somit sollte sie Armenien mit ihrem Lied Chains on You im Mai 2020 in Rotterdam vertreten, wo sie im zweiten Halbfinale antreten sollte. Der Wettbewerb musste aber abgesagt werden.
2025 nahm Manoukian erneut an Depi Jewratessil teil, wo sie mit ihrem Lied DaQueenation den dritten Platz belegte.

## Diskografie
Singles
- 2011: Party Like a Freak (feat. DJ Kas)
- 2012: Na les pōs m’ agapas
- 2012: I Surrender
- 2014: XO
- 2020: Chains on You
- 2020: Dolla
- 2021: You Should Know
- 2021: OMG
- 2022: Kiss Me in the Rain
- 2022: Loca (feat. Limitless)
- 2022: Bom Bom
- 2023: Gone
- 2023: Tet ta Tet
- 2024: Belas
- 2024: Enstikto
- 2025: Psycho
- 2025: DaQueenation